# Oberstabsarzt
Der Oberstabsarzt ist einer der Dienstgrade der Bundeswehr und früherer deutscher Streitkräfte. Stabsärzte sind Sanitätsoffiziere mit einer Approbation als Arzt oder Zahnarzt. Der Dienstgrad Oberstabsarzt wird durch den Bundespräsidenten mit der Anordnung des Bundespräsidenten über die Dienstgradbezeichnungen und die Uniform der Soldaten auf Grundlage des Soldatengesetzes festgesetzt.

## Dienststellungen

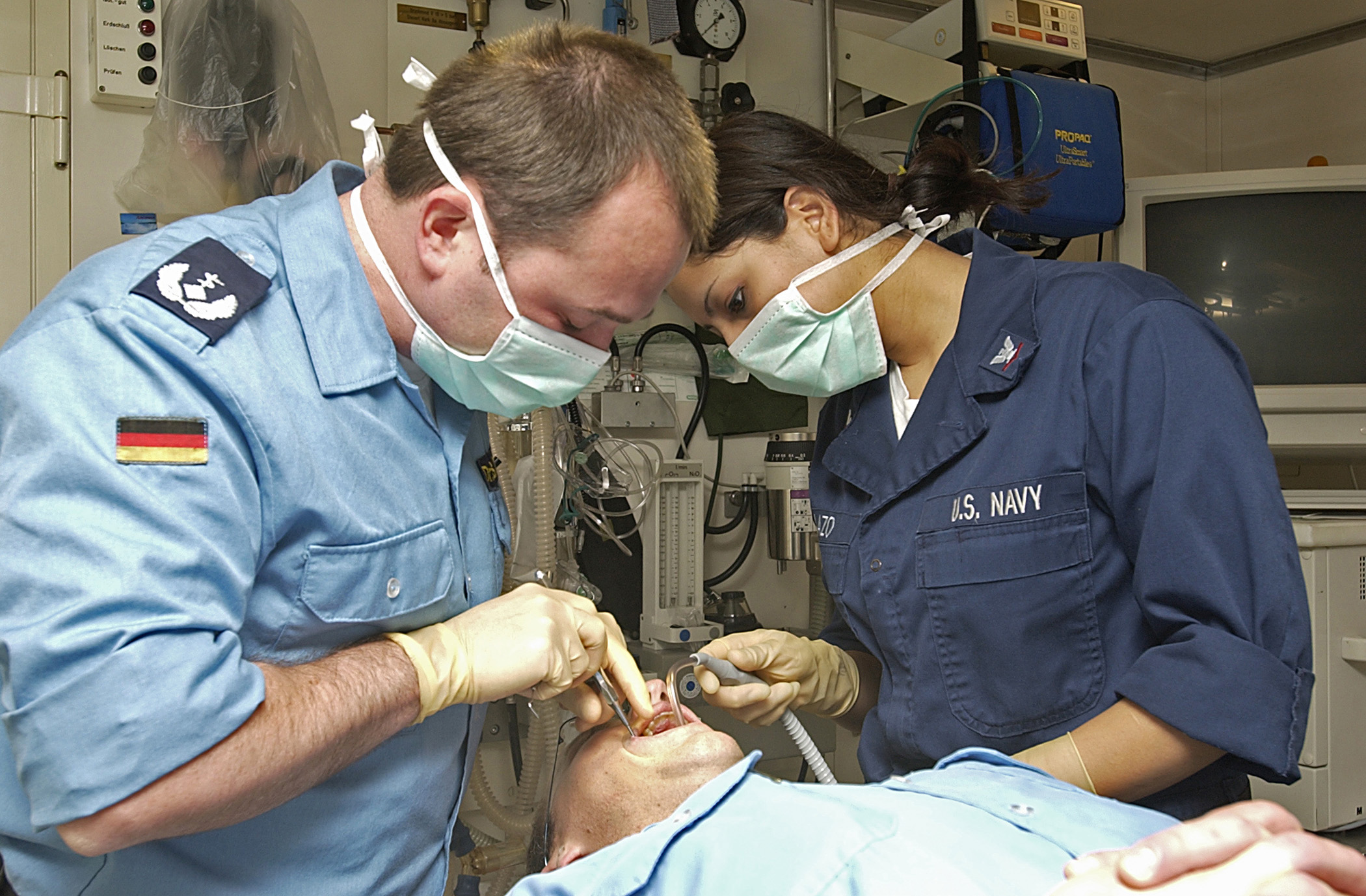
Oberstabsarzt (Zahnarzt) an Bord der Fregatte Sachsen

Oberstabsärzte werden grundsätzlich wie Stabsärzte als Truppen- oder Schiffsarzt oder als Facharzt (zum Teil als Assistenzarzt) in einem Bundeswehrkrankenhaus eingesetzt. Oberstabsärzte sind häufig auch Leiter einer Arztgruppe. Teils führen sie auch (in nicht praktizierender Funktion) als Kompaniechef eine Sanitätskompanie. Wie alle Stabsoffiziere dienen auch Oberstabsärzte in Stäben und Referaten der Behörden, Ämter, Kommandobehörden aller Militärischer Organisationsbereiche (vorrangig im Zentralen Sanitätsdienst) und im Ministerium, wo sie medizinische Fachfragen bearbeiten.

## Ernennung und Besoldung
Maßgebliche gesetzliche Grundlagen für die Ernennung zum Oberstabsarzt trifft die Soldatenlaufbahnverordnung (SLV) und ergänzend die Zentrale Dienstvorschrift (ZDv) 20/7. Zum Dienstgrad Oberstabsarzt können Soldaten auf Zeit, Berufssoldaten und beorderte Reservisten ernannt werden. Voraussetzung ist die Zugehörigkeit zu einer der Laufbahnen für Sanitätsoffiziere und die Approbation als Arzt oder Zahnarzt. Der Dienstgrad kann frühestens zwei Jahre nach Ernennung zum Stabsarzt erreicht werden. Eine Einstellung mit dem Dienstgrad Oberstabsarzt ist mit einer der Verwendung entsprechenden Qualifikation ebenfalls möglich.
Ein Oberstabsarzt wird nach der Bundesbesoldungsordnung (BBesO) mit A 14 besoldet. Sanitätsoffiziere dieses Dienstgrades erhalten eine höhere Besoldung als dienstgradgleiche Majore bzw. Korvettenkapitäne.

## Dienstgradabzeichen
Das Dienstgradabzeichen für Oberstabsärzte entspricht im Wesentlichen dem für Majore und Korvettenkapitäne. Zur Unterscheidung der Oberstabsärzte dienen zusätzliche Laufbahnabzeichen in Form eines Äskulapstabes. Die Schlange windet sich im Laufbahnabzeichen für Ärzte in doppelter Windung, bei Zahnärzten in einfacher Windung um den Stab.

## Geschichte
Mit der zweiten Ausfertigung der Anordnung des Bundespräsidenten über die Dienstgradbezeichnungen, die Ernennung und Entlassung sowie die Uniform der freiwilligen Soldaten vom 1. Februar 1956 wurde für Luftwaffen- und Heeresoffiziere der Dienstgrad Oberstabsarzt neu geschaffen. Entsprechende Sanitätsoffiziere der Marine führten den zeitgleich geschaffenen Dienstgrad Marineoberstabsarzt. Der Dienstgrad Marineoberstabsarzt entfiel mit der sechsten Anordnung des Bundespräsidenten über die Dienstgradbezeichnungen und die Uniform der Soldaten vom 5. Mai 1966. Seitdem führen entsprechende Marineuniformträger ebenfalls den Dienstgrad Oberstabsarzt.

## Sonstiges
Hinsichtlich Befehlsbefugnis im Sinne der Vorgesetztenverordnung und Wehrdisziplinarordnung, hinsichtlich äquivalenter, nach- und übergeordneter Dienstgrade im Sinne der ZDv 14/5 sind im Übrigen Oberstabsärzte dem Major gleichgestellt. Besonders in medizinischen Fachfragen sind Sanitätsoffiziere häufig Fachvorgesetzte auch höherrangiger Soldaten. In der nach der Soldatenlaufbahnverordnung und ZDv 20/7 regelmäßig zu durchlaufenden Beförderungsreihenfolge ist der dem Oberstabsarzt vorangehende Dienstgrad der Stabsarzt und der nachfolgende Dienstgrad der Oberfeldarzt bzw. Flottillenarzt (erste Dienstgradbezeichnung für Heeres- und Luftwaffenuniformträger; zweite für Marineuniformträger).
| Offizierdienstgrad |                                                                            | |
| Niedrigerer Dienstgrad |                                                                            | Höherer Dienstgrad                                                                                                  |
| Stabshauptmann Stabskapitänleutnant Stabsarzt                                                                                   | Major Korvettenkapitän Oberstabsarzt Oberstabsapotheker Oberstabsveterinär | Oberstleutnant Fregattenkapitän Oberfeldarzt Oberfeldapotheker Oberfeldveterinär Flottillenarzt Flottillenapotheker |
| Dienstgradgruppe: Mannschaften – Unteroffiziere o.P. – Unteroffiziere m.P. – Leutnante – Hauptleute – Stabsoffiziere – Generale |                                                                            | |